# Víctor del Árbol Romero
Víctor del Árbol Romero   (Barcelona, 6 de novembre de 1968) és un escriptor català. Va cursar estudis d'història a la Universitat de Barcelona i va treballar com a funcionari de la Generalitat de Catalunya entre els anys 1992 i 2012. Va participar dos anys com a locutor i col·laborador amb el programa radiofònic de realitat social «Catalunya sense barreres» (Radio Estel, ONCE).

## Biografia
Com a escriptor, va ser finalista del Premi Fernando Lara el 2008 amb L'abisme dels somnis (no publicada) i va guanyar el Premi Tiflos de Novel·la, organitzat per l'ONCE, el 2006 amb El peso de los muertos. El 2011 va publicar La tristeza del samurai (Editorial Alrevés), traduïda a una desena d'idiomes i best seller a França, amb traducció de Claude Bleton. Compta amb nombrosos premis, entre ells, Le Prix du polar Européen 2012 a la millor novel·la negra europea que atorga la publicació francesa Le Point en el festival de Novel·la Negra de Lió, el Prix QuercyNoir 2013, de Cahors, i el Premi Tormo Negre, atorgat pel Club de novel·la criminal de la Biblioteca Fermín Caballero, de Conca, en 2013.
El gener de 2016 va guanyar el Premi Nadal de Novel·la, amb La víspera de casi todo.

## Obra
- El peso de los muertos, Editorial Castalia, 2006
- La tristeza del samurai, Alrevés Editorial, 2011
- Respirar por la herida, Alrevés Editorial, 2013
- Un millón de gotas, Destino, 2014[2]
- La víspera de casi todo, Destino 2016
- Por encima de la lluvia, Destino, 2017, premio Valencia Negra.
- Antes de los años terribles, Destino, 2019.